# Ethos
Ethos es una palabra griega (en griego antiguo: ἦθος ễthos) que significa "costumbre y conducta" y, a partir de ahí, "conducta, carácter, personalidad". Es la raíz de términos como ética y etología.

## Significado
Ethos  significa costumbre, hábito; manera de ser, de pensar o sentir; conducta, carácter, temperamento; moral y moralidad. En su vigesimotercera edición, en el Diccionario de la Real Academia Española, la palabra ethos aparece definida como "Conjunto de rasgos y modos de comportamiento que conforman el carácter o la identidad de una persona o una comunidad".
El término ethos era utilizado en la Grecia antigua y significa "costumbre, hábito; o bien, temperamento, carácter, modo de ser de un individuo". Posteriormente, se tradujo al latín como mos y al plural mores, que igualmente pueden definirse como "costumbre o maneras permanentes de actuar o de comportarse". A partir de ello, fue el filósofo Cicerón quien tomó el adjetivo ethicós, referente a la costumbre, y acuñó el término moralis, de donde derivó moral.

## En sociología y política
Ethos significa inicialmente "guarida, lugar donde habitan los animales, o morada, lugar donde habitan los hombres"; pareciera que fue el poeta Homero el primero en dar esta primera acepción. Posteriormente Aristóteles se encarga de otorgar un segundo sentido al término, entendiéndolo como "hábito: carácter o modo de ser derivado de la costumbre" o conducta fija que va formando el hombre a lo largo de su existencia.
El ethos, pues, al entenderse como un hábito o costumbre adquiridos, constituye para la tradición griega una segunda naturaleza. Se trata de una creación genuina y necesaria del hombre, pues este, desde el momento en que se organiza en sociedad, siente la necesidad imperiosa de crear reglas para regular su comportamiento y permitir modelar así su carácter.
El uso que se ha generalizado en sociología es el punto de partida de las ideas que conforman el carácter de determinado sistema o escuela de pensamiento. Es el lugar o ámbito intelectual desde donde se conforma una unidad teórica.

## En filosofía
De la misma raíz griega proviene la palabra ethikos (ἠθικός), que significa teoría de la vida, de la que derivó la palabra castellana Ética, de la que existen tres tipos:
- Frónesis. Prudencia, habilidad práctica, saber anticiparse, conocimiento heredado de la experiencia.
- Areté. Virtud, bondad.
- Eunoia. Bienquerencia y buena voluntad hacia la gente.

## En las artes y la estética
En el arte y la estética, el ethos es el estatismo emocional, entendido como contrario del pathos, el dinamismo emocional. El ethos forma parte del canon griego desde la época arcaica a la prehelenística, siendo su mayor expresión la época clásica.

## En la retórica y la oratoria
El ethos (junto al pathos y el logos) es uno de los tres enfoques persuasivos de la Retórica y la Oratoria propuestos por Aristóteles. Específicamente, el ethos se determina como una estrategia en una línea de persuasión dentro de un ambiente social, donde el orador debe establecer un vínculo basado en la credibilidad para mostrar una buena impresión ante el público. Los argumentos empleados en el discurso deben incluir en su estructura el decoro y el acomodo para realizar un uso correcto del lenguaje y por ende se adapte al contexto correspondiente; así el orador puede defender y sustentar su posición. Se puede localizar en los primeros momentos del discurso. Durante esta vinculación se hace uso de las dos líneas restantes de persuasión: pathos y logos. Esta estrategia es exclusiva del orador.

## En la lingüística
El ethos discursivo o ethos en la enunciación forma parte de la construcción de la identidad. Por medio de él, el hablante entrega información a los otros de su propia identidad. 
El ethos académico, en tanto,  se entiende como "la imagen construida discursivamente por el autor del texto para presentarse a sí mismo como un escritor académico capaz de organizar y conducir su texto".